# 愛情場景編號
《愛情場景編號》，為韓國MBC與WAVVE於2021年2月1日播出的連續劇。
講述了20代與30代的情侶們的愛情故事。本劇一共8集，每2集為一條故事線，總共有四個故事。
MBC播出的分量只限於金寶羅、朴真熙出演的部分。沈恩祐、柳和榮的部分是wavve獨家公開。

## 演員陣容

### 23歲
| 演員   | 角色   | 介紹 |
| 金寶羅 | 斗娥   | 23歲，S大學心理學系的學生，認為戀愛、性生活、愛情都是不同的事。領悟到一個男人無法滿足一切的真理，決定同時和三個擁有不同事物的男人交往...卻被某人發現這件事情。                      |
| 安貞勳 | 都漢蔚 | 斗娥多年的死黨。 非常懂斗娥，卻很不懂女人，13歲初次見到斗娥的瞬間就迷上她了，從此之後一直都是"斗娥向日葵"。外表看似冷漠，卻有著細膩的內心，在很多方面都不像"最近的男人"，是純情派。 |
| 金晟炫 | 韓時漢 | 斗娥在學校工學院的後輩，以純真無邪的外貌為魅力的年下男，眼力見非常的好。 |
| 金俊京 | 延相佑 | 斗娥學校同系的前輩兼研究生，誠實、意志堅定，看似無害的男人，這種"教會哥哥"的風格，在某個教會裡一定會有這種人。                                                                      |
| 金宗勳 | 劉多翰 | K大學體育系4年級學生，光是默默坐著就能吸引他人眼球，是耀眼的身材型美男，說得好聽點就是簡單，實際上就是單純的...對自己的感情非常的直率。                                             |

### 29歲
| 演員   | 角色   | 介紹 |
| 沈恩祐 | 河嵐   | 29歲，作為小學老師過著平凡而憨厚的生活。但是在穿上婚紗的瞬間，她開始討厭結婚，從婚禮現場逃走了。問題是什麼呢?性格差異?其他男人?如果都不是的話...會是什麼?                                |
| 韓俊宇 | 朴正錫 | 河嵐的(前)丈夫，也是中學數學老師，寧願吃虧也不願對別人說難聽的話的性格，一直以來都是一帆風順、平和的生活，隨著河嵐從婚禮現場逃走，開始發生了180度的轉變。                                |
| 金英雅 | 全智成 | 暢銷書散文作家，也是成文的妻子。與23歲的斗娥做過作家採訪，與29歲的河嵐被目擊在別墅睡覺，與35歲的班雅在作家聚會中認識，與42歲的清景在故鄉一起成長。是對四個女人的愛情產生極大影響的人物。 |
| 尹宥善 | 盧善花 | 河嵐的媽媽，夢想和才藝都很多，想做的事情很多，但環境卻並非如此。小小年紀結婚後生下河嵐，照著老公的意願離婚，也許是因為辛苦了一輩子才得到福氣的吧，認識了一個小男人開始了第一次戀愛。     |
| 金大賢 | 喬治   | 善花的男朋友，在著名餐廳的主廚，對善花一見鍾情。在善花眼裡是一片丹心的浪漫主義者。 |

### 35歲
| 演員   | 角色   | 介紹 |
| 柳和榮 | 班雅   | 35歲，是一度備受矚目的電影導演，但無聲無息的被大家遺忘，剩下的只有負債的存摺和保證金1000萬韓元的月租寫字樓。在這樣的她身邊，出現了像救世主一樣擁有一切的男人"成文"。                                                  |
| 金承洙 | 顯成文 | 著名電影系教授， 位置、經歷、人際都在業界得到很高的認可，一生中從未聽到過任何雜音，是一個完美的人，雖然沒有受過處罰，但犯過無法洗刷的罪，因為對自己犯下的錯的贖罪，儘量避免慾望和貪慾，但見到班雅後，開始產生慾望了。 |
| 崔承允 | 池喜相 | 班雅的前男友，與班雅在兩年前分手，幾個月後按照父親的意思結婚，對於喜相來說，班雅是從第一次見面到分手都是帥氣的女人。                                                                                                  |
| 宋知佑 | 吳漢娜 | 喜相的妻子，在徹底的計算下與喜相結婚，班雅總是妨礙著她。 |

### 42歲
| 演員   | 角色   | 介紹 |
| 朴真熙 | 清景   | 42歲，不知不覺就和從小認識的雲範結婚。像尺子量過一樣端正實用的牛仔傢俱很像他，在社會上，事業才剛剛落地生根，作為女人的自己似乎已經消失得無影無蹤了。   |
| 池承炫 | 虞雲範 | 清景的丈夫，做著同行的事業，在比自己能力更強的清景面前總是感到寒酸，對於雲範來說，清景是人生的支柱，是自己身體的一部分，但初戀花蘭再次登場在他的面前。 |
| 車秀妍 | 權花蘭 | 雲範的初戀，也是他命運中的妻子，擁有無法估算年齡的美貌，認為世界以自己為中心是理所當然的，只有命運和外殼豪華，維持著破碎的夫妻關係。                   |
| 玄宇成 | 韓明雲 | 世界級畫家，因為出眾的才能，人們認為他是一個好人，但實際上他是一個冷嘲熱諷、厭世的人，偶然的機會下和清景見面後，有種生硬的感覺甦醒了。                 |

## 外部連結
- Daum上《愛情場景編號》的資料

| 新加坡 马来西亚 Oh!K 星期二 19:40         | 新加坡 马来西亚 Oh!K 星期二 19:40          | 新加坡 马来西亚 Oh!K 星期二 19:40 |
| ----------------------------------------- | ------------------------------------------ | --------------------------------- |
|                                           | 爱情场景号 （2021年2月2日－2021年2月23日） |                                   |
| 凯罗斯 （2020年10月27日－2020年12月23日） | 宁死不输 （2021年3月9日－2021年4月7日）    |                                   |